# Metazygia atama
Metazygia atama là một loài nhện trong họ Araneidae.
Loài này thuộc chi Metazygia. Metazygia atama được Herbert Walter Levi miêu tả năm 1995.